# Вінеш Фогат
Вінеш Фогат (англ. Vinesh Phogat; нар. 25 серпня 1994, Балалі, штат Хар'яна) — індійська борчиня вільного стилю, дворазова бронзова призерка чемпіонатів світу, чемпіока, триразова срібна та чотириразова бронзова призерка чемпіонатів Азії, чемпіонка та бронзова призерка Азійських ігор, триразова чемпіонка Ігор Співдружності, чемпіонка та срібна призерка чемпіонату Співдружності, учасниця трьох Олімпійських ігор. Вона була першою індійською жінкою-борчинею, яка брала участь у трьох Олімпійських іграх, першою, яка дійшла до олімпійського фіналу, першою індійською жінкою-борчинею, яка виграла золото на Азійських іграх, і єдиною індійською жінкою, яка мала кілька медалей чемпіонату світу з боротьби.

## Біографія
Боротьбою почала займатися з 2003 року. Чемпіонка Азії 2009 року серед кадетів, дворазова срібна призерка чемпіонатів Азії (2010, 2011) у цій же віковій групі. Бронзова призерка чемпіонату Азії 2011 року серед юніорів. Виступає за борцівський клуб міста Бхівані, штат Хар'яна.
Рідна сестра срібної призерки Азії Пріянки Фогат. Двоюрідна сестра призерок чемпіонатів світу і Азії Ріту, Сангіти і Гіти Фогат та Бабіти Кумарі (докладніше Сестри Фогат). Після смерті батька Вінеш і Пріянки, його брат Махавір Сінгх Фогат, батько Ріту, Гіти, Сангіти і Бабіти виховав племінниць разом зі своїми доньками. Він же є тренером всіх шести дівчат.
13 грудня 2018 року вона вийшла заміж за свого давнього бойфренда та борця Сомвіра Раті із села Бахта-Кхера округу Джинд, штат Хар'яна, який є дворазовим чемпіоном національних чемпіонатів з греко-римської боротьби Пара знайома з 2011 року, обоє працюють на Індійській залізниці, де вони познайомилися та закохалися .
У січні 2023 почалися протести індійських борців проти Бріджа Бхушана Шарана Сінгха — члена параменту від правлячої партії Бхаратія джаната парті, що одночасно очолював Федерацію боротьби Індії, якого звинувачули в сексуальних домаганнях до жінок-борців під час його перебування на посаді президента Федерації. В авангарді цих протестів були провідні борці Індії, серед яких: Баджранг Кумар, Сакші Малік і Вінеш Фогат. Протестувальники вимагали не допускати до виборів президента Федерації боротьби помічників Бріджа Бхушана. Незважаючи а те, що протестувальники підтримували кандидатуру чемпіонки Ігор Співдружності 2010 Аніти Шеоран, на посаду президента Федерації обрали близького помічника Бріджа Бхушана Санджая Кумара Сінгха. Після того, як Баджранг Пунія і Вінеш Фогат на знак протесту повернули свої нагороди урядові Інії, а Сакші Малік заявила про свій відхід зі спорту, Міністерство спорту Індії призупинило роботу новообраної Федерації боротьби Індії, посилаючись на «відверте нехтування нормами та спортивним кодексом».
У серпні 2024 року Вінеш Фогат оголосила про свій відхід від боротьби в соціальних мережах після її дискваліфікації на Олімпійських іграх у Парижі.

## Нагороди
У 2016 році за спортивні досягнення була нагороджена премією «Арджуна».
У 2020 році нагороджена найвищою спортивною нагородою Індії — премією «Кхел Ратна».
У грудні 2023 року Вінеш Фогат повернула свої нагороди Кхел Ратна та Арджуна уряду, протестуючи проти обрання Санджая Сінгха, лояльного до Бріджа Бхушана Шарана Сінгха, президентом Федерації боротьби Індії.

## Спортивні результати на міжнародних змаганнях

### Виступи на Олімпіадах
| Змагання                    | Збірна | Вагова категорія          | Місце           |
| --------------------------- | ------ | ------------------------- | --------------- |
| Літні Олімпійські ігри 2016 | Індія  | жіноча боротьба, до 48 кг | 10              |
| Літні Олімпійські ігри 2020 | Індія  | жіноча боротьба, до 53 кг | 9               |
| Літні Олімпійські ігри 2024 | Індія  | жіноча боротьба, до 50 кг | дискваліфікація |

На Олімпійських іграх 2016 та 2020 років Фогат потрапляла до десятки найсильніших.
Дебютувавши на Олімпійських іграх 2016 у віці 21 року, Вінеш була змушена скинути вагові категорії. У чвертьфіналі у категорії 48 кг проти Сунь Янань з Китаю, Вінеш отримав розрив передньої арки та була змушена відмовитися від подальшої боротьби.
До Олімпіади 2020 року в Токіо Вінеш підішла як світовий номер 1 у своїй ваговій категорії, але програла у чвертьфіналі дворазовій чемпіонці світу Ванессі Колодинській з Білорусі (яка здобула бронзу).
Найуспішнішою для неї могла стати Олімпіада 2024 року в Парижі, на якій вона боролася у ваговій категорії до 50 кг. У першому раунді змагань індійська борчиня сенсаційно перемогла з рахунком 3:2 чинну на той момент олімпійську чемпіонку та чотириразову чемпіонку світу японку Юї Сусакі. У другому з рахунком 7:5 здолала українку Оксану Лівач. У півфіналі без проблем розібралася з представницею Куби Юснейліс Гузман (5:0). У фіналі Вінеш Фогат мала боротися за золото з американкою Сарою Гільдебрандт, однак напередодні фіналу була дискваліфікована через перевищення допустимої ваги в 50 кг на 100 грамів. Фогат бігала та стрибала протягом ночі і навіть обрізала своє волосся, намагаючись знизити свою вагу, але це не допомогло.

### Виступи на Чемпіонатах світу
| Змагання                        | Збірна | Вагова категорія          | Місце  |
| ------------------------------- | ------ | ------------------------- | ------ |
| Чемпіонат світу з боротьби 2013 | Індія  | жіноча боротьба, до 51 кг | 10     |
| Чемпіонат світу з боротьби 2015 | Індія  | жіноча боротьба, до 48 кг | 22     |
| Чемпіонат світу з боротьби 2017 | Індія  | жіноча боротьба, до 48 кг | 10     |
| Чемпіонат світу з боротьби 2019 | Індія  | жіноча боротьба, до 53 кг | Бронза |
| Чемпіонат світу з боротьби 2022 | Індія  | жіноча боротьба, до 53 кг | Бронза |

Вінеш пройшла кваліфікацію на Олімпійські ігри в Токіо завдяки своїй бронзі на Чемпіонаті світу-2019, яка сталася після поразки від триразової чемпіонки світу та золотої медалістки Токіо Маю Мукайда з Японії. Вінеш обіграла золоту медалістку Парижа Сару Гільдебрандт і триразову призерку чемпіонату світу Марію Преволаракі з Греції у втішних сутичках та виграла бронзу.
На чемпіонаті світу-2022 Вінеш програла срібній призерці Батхуягійн Хулан з Монголії в першому раунді, але здобула бронзу у втішній сутичці, завдяки перемозі над дворазовою чемпіонкою Європи Йонну Мальмгрен зі Швеції, і таким чином стала першою індійською жінкою-борчинею з кількома медалями чемпіонатів світу.

### Виступи на Чемпіонатах Азії
| Змагання                       | Збірна | Вагова категорія          | Місце  |
| ------------------------------ | ------ | ------------------------- | ------ |
| Чемпіонат Азії з боротьби 2013 | Індія  | жіноча боротьба, до 51 кг | Бронза |
| Чемпіонат Азії з боротьби 2014 | Індія  | жіноча боротьба, до 48 кг | 5      |
| Чемпіонат Азії з боротьби 2015 | Індія  | жіноча боротьба, до 48 кг | Срібло |
| Чемпіонат Азії з боротьби 2016 | Індія  | жіноча боротьба, до 53 кг | Бронза |
| Чемпіонат Азії з боротьби 2017 | Індія  | жіноча боротьба, до 55 кг | Срібло |
| Чемпіонат Азії з боротьби 2018 | Індія  | жіноча боротьба, до 50 кг | Срібло |
| Чемпіонат Азії з боротьби 2019 | Індія  | жіноча боротьба, до 53 кг | Бронза |
| Чемпіонат Азії з боротьби 2020 | Індія  | жіноча боротьба, до 53 кг | Бронза |
| Чемпіонат Азії з боротьби 2021 | Індія  | жіноча боротьба, до 53 кг | Золото |

Вінеш була медалісткою майже на кожному Чемпіонаті Азії, в якому вона брала участь (крім Чемпіонату Азії-2014), заробивши чотири бронзи (2013 — її перша міжнародна медаль, 2016, 2019, 2020), три срібла (2015, 2017, 2018) і одне золото у 2021 році.

### Виступи на Азійських іграх
| Змагання           | Збірна | Вагова категорія          | Місце  |
| ------------------ | ------ | ------------------------- | ------ |
| Азійські ігри 2014 | Індія  | жіноча боротьба, до 48 кг | Бронза |
| Азійські ігри 2018 | Індія  | жіноча боротьба, до 50 кг | Золото |

У 2014 двадцятирічна Вінеш стала лише третьою індійською жінкою, яка завоювала медаль на Азійських іграх у боротьбі, взявши бронзу у втішному раунді після поразки від триразової чемпіонки світу та золотої медалістки Олімпіади в Ріо Ері Тосака з Японії.
На Азійських іграх 2018 Вінеш взяла реванш у Сунь Янань, якій вона програла на Олімпіаді в Ріо після травми, і зрештою перемогла у фіналі дворазову чемпіонку Азії Юкі Іріє з Японії. Це була перша золота медаль для борчинь з Індії в історії Азійських ігор.

### Виступи на Іграх Співдружності
| Змагання                | Збірна | Вагова категорія          | Місце  |
| ----------------------- | ------ | ------------------------- | ------ |
| Ігри Співдружності 2014 | Індія  | жіноча боротьба, до 48 кг | Золото |
| Ігри Співдружності 2018 | Індія  | жіноча боротьба, до 50 кг | Золото |
| Ігри Співдружності 2022 | Індія  | жіноча боротьба, до 53 кг | Золото |

Лише за місяць до свого 20-річчя Вінеш здобула найбільшу перемогу у своїй кар'єрі на той час, завоювавши золото (48 кг) на Іграх Співдружності 2014 року в Глазго, перемігши у фіналі дворазову медалістку Європи англійську борчиню українського походження Яну Раттіган.
У 20018 Вінеш поверталася після важкої травми в Ріо, але виграла всі свої поєдинки на Іграх Співдружності 2018 року, перемігши у фіналі колишню чемпіонку світу Джессіку Макдональд з Канади.
У 2022 після невдачі на Олімпіаді в Токіо Вінеш стала першою індійською жінкою, яка виграла три золоті медалі на Іграх Співдружності, перемігши по дорозі медалістку світу Саманту Стюарт з Канади.

### Виступи на Чемпіонатах Співдружності
| Змагання                                | Збірна | Вагова категорія          | Місце  |
| --------------------------------------- | ------ | ------------------------- | ------ |
| Чемпіонат Співдружності з боротьби 2013 | Індія  | жіноча боротьба, до 51 кг | Срібло |
| Чемпіонат Співдружності з боротьби 2017 | Індія  | жіноча боротьба, до 55 кг | Золото |

### Виступи на Кубках світу
| Змагання                    | Збірна | Вагова категорія          | Місце |
| --------------------------- | ------ | ------------------------- | ----- |
| Кубок світу з боротьби 2013 | Індія  | жіноча боротьба, до 51 кг | 5     |

### Виступи на інших змаганнях
| Змагання                                                      | Збірна | Вагова категорія          | Місце  |
| ------------------------------------------------------------- | ------ | ------------------------- | ------ |
| Кубок Президента Казахстану з боротьби 2015                   | Індія  | жіноча боротьба, до 48 кг | Срібло |
| Pro Wrestling League 2015                                     | Індія  | команда                   | 5      |
| Олімпійський кваліфікаційний турнір з боротьби 2016 (Астана)  | Індія  | жіноча боротьба, до 48 кг | Бронза |
| Олімпійський кваліфікаційний турнір з боротьби 2016 (Стамбул) | Індія  | жіноча боротьба, до 48 кг | Золото |
| Турнір Дана Колова — Николи Петрова 2019                      | Індія  | жіноча боротьба, до 53 кг | Срібло |
| Гран-прі Іспанії з боротьби 2019                              | Індія  | жіноча боротьба, до 53 кг | Золото |
| Турнір Яшара Догу 2019                                        | Індія  | жіноча боротьба, до 53 кг | Золото |
| Турнір Олександра Медведя 2019                                | Індія  | жіноча боротьба, до 53 кг | Срібло |
| Меморіал Маттео Пелліконе 2020                                | Індія  | жіноча боротьба, до 53 кг | Золото |
| Меморіал Маттео Пелліконе 2021                                | Індія  | жіноча боротьба, до 53 кг | Золото |
| Відкритий чемпіонат Польщі з боротьби 2021                    | Індія  | жіноча боротьба, до 53 кг | Золото |
| Турнір Яшара Догу 2022                                        | Індія  | жіноча боротьба, до 55 кг | 5      |
| Меморіал Імре Поляка та Яноша Варги 2023                      | Індія  | жіноча боротьба, до 55 кг | 10     |
| Олімпійський кваліфікаційний турнір з боротьби 2024 (Бішкек)  | Індія  | жіноча боротьба, до 50 кг | Золото |
| Меморіал Імре Поляка та Яноша Варги 2024                      | Індія  | жіноча боротьба, до 55 кг | 7      |